# Jazz latino
El jazz latino es una rama del jazz que se nutre de la fusión de ritmos y formas originarias de la música latina, sobre todo la cubana, puertorriqueña y la brasileña, con elementos propios del jazz. Su conformación como un subgénero definido se produce en 1943 con el surgimiento del jazz afrocubano y años más tarde con la creación de la bossanova en 1957. No obstante, la influencia de la música latina en el jazz está presente desde los primeros tiempos de este. El jazz latino con el tiempo se enriqueció con influencias musicales procedentes de Argentina, Puerto Rico, República Dominicana, Venezuela, Colombia y el resto de Latinoamérica.

## Antecedentes
En los primeros años del siglo XX, ya se produjo una temprana incorporación de elementos latinos a la música hot. De hecho, los ritmos de habanera, calinda, contradanza o fandango eran usuales en la música de Nueva Orleans. Uno de los compositores de los que bebió profundamente el hot, Louis Moreau Gottschalk (1829-1869) estuvo muy influenciado por la música cubana y, especialmente, por el compositor Manuel Saumell. Tanto el ragtime como las primeras bandas hot recogieron abundantemente el material de Gottschalk. Pero, en general, toda la cultura que genera el primigenio jazz, es una cultura criolla, con una música propia resultado de la fusión de otras.
En los últimos años 1920 y comienzo de los años 1930, la música de origen latino alcanza un gran impacto en Estados Unidos, que se traduce en la adaptación al jazz de un importante número de temas latinos: tangos ("El Choclo", grabado por Stan Kenton), pregones-son ("El manisero", grabado por Louis Armstrong, en 1930) o rumbas ("Rumba Negro", grabada por Bennie Moten, en 1929; "Doin' the Rhumba" interpretada por Cab Calloway, en 1931; o "The conga-conga", del mismo Calloway, 1938). Ya por entonces trabajaban en Nueva York destacados músicos latinos, integrados en big bands de swing, como Nilo Menéndez, Alberto Socarrás, el portorriqueño Juan Tizol, o el propio Mario Bauzá.
Hasta comienzos de los años cuarenta, toda estas influencias no llegaron a generar un verdadero estilo de fusión propio y diferenciado. Sería a partir de 1942, con los arreglos de Mario Bauzá para el álbum «Tanga» de Machito y sus Afro-Cubans, que se pudo hablar de un primigenio jazz afrocubano.

## Jazz afrocubano y Cubop
Para algunos autores, existía una importante dificultad para que los devaneos entre jazz y música cubana lograran una conjunción plena: la base rítmica regular en la que se apoyaba el swing contrastaba con la multiplicidad de ritmos propios del son, la rumba y demás estilos cubanos. Sería precisamente el trabajo de Mario Bauzá al organizar los arreglos de los "Afro-Cubans", el que comenzara a llenar el hueco existente, lo que le convierte en el pionero del estilo. Bauzá y Machito serían quienes "hicieran comprender al mundo del jazz que es un error añadir simplemente un percusionista latino a una sección tradicional de ritmo de jazz, como con frecuencia era el caso entonces", organizando verdaderas secciones rítmicas de instrumentos de percusión latinos, e incorporando bajistas que dominaban las líneas del bajo en música latina tan fácilmente como las tradicionales del jazz.
Pero el estilo consigue su definitiva consolidación gracias a la relación que se establece entre Machito y dos músicos esenciales del bop: Dizzy Gillespie y Charlie Parker. Sería Mario Bauzá quien propició el encuentro entre Gillespie y el conguero Chano Pozo, que se incorporó a la orquesta de aquel y la convirtió en el catalizador del Cubop, el nombre con el que se conoció entonces al jazz afrocubano. Sería precisamente la aplicación de los conceptos del bop lo que salvaría definitivamente el hueco entre jazz y música latina. Los autores establecen como fecha de alumbramiento del Cubop el 29 de septiembre de 1947, con el histórico concierto de la orquesta de Gillespie y Pozo en el Carnegie Hall de Nueva York. Ese mismo año se grabaron algunas de las más importantes composiciones de Pozo dentro del género: "Manteca", "Cubana Be-cubana Bop", "Algo Bueno", etc. Por su parte, la relación entre Machito y Charlie Parker se plasmó en diversas grabaciones entre 1948 y 1950, para el sello Verve, producidas por Norman Granz, como respuesta a la popularidad que adquirió rápidamente el Cubop. El más importante de estos discos es Afro-Cuban suite, grabado el 21 de diciembre de 1950, y en el que participaron, además de Parker y la banda de Machito, músicos como Harry Edison, Buddy Rich o Flip Phillips.
Junto a Dizzy Gillespie, numerosos músicos de jazz y música cubana, como James Moody, Tito Puente, Chico O'Farrill o Stan Kenton ("Chorale for Brass, Piano & bongo", 1947, con el bongocero Jack Constanzo; "Machito" y "Mambo en Fa", con el percusionista Carlos Vidal; etc.) siguieron trabajando el ritmo y la estructura de la música afrocubana ejemplificada por Machito, con instrumentaciones más cercanas al jazz. La incorporación del saxofón, instrumento prácticamente ausente en la música popular cubana, aportó nuevas sonoridades.
En comparación con el jazz estadounidense, el jazz latino emplea un ritmo fijo usando a la vez una forma de clave. Las congas, los timbales, el güiro y las claves son instrumentos de percusión que conforman la «sonoridad latina» característica de esta música. Rítmicamente, el jazz afrocubano, se nutre de las raíces de la música afrocubana con ritmos como el songo, el son, el mambo, el bolero, la charanga o el chachachá.

## Otras formas de fusión con música caribeña
En la misma época en que se popularizó el Cubop, el pianista cubano Dámaso Pérez Prado realizó importantes presentaciones en Estados Unidos, tras editar varios discos en México que lograron repercusión en aquel país. Pérez Prado organizó una big band en la Costa Oeste que logró un gran éxito siguiendo unas pautas de efectos similares a los de Stan Kenton, y desarrollando su trabajo sobre un baile denominado mambo. El mambo era un derivado del danzón cubano que fue expuesto, por primera vez, en un tema de Orestes López, en 1938, al trasladar al contrabajo figuras rítmicas del tres, típicas de la región del Cauto. Incorporaba además elementos de la música mexicana y otros autóctonos. Pérez Prado consiguió un sello personal gracias a sus arreglos y, durante la década de 1950, trabajó frecuentemente con músicos de jazz, especialmente representantes de la escena West Coast, como Shorty Rogers o Shelly Manne. Sin embargo, sería Machito quien grabara la obra más emblemática del jazz afrocubano basado en el mambo, Kenia (1958), con músicos como Cannonball Adderley o Joe Newman.
Para finales de la década de 1950, la música afrocubana comenzó a perder presencia, aunque muchos artistas continuaron manteniendo en su repertorio temas de influencia cubana, con músicos como Sabú Martínez, Cándido, Willie Rodríguez, Cal Tjader, Willie Bobo, Mongo Santamaría o Armando Peraza. La influencia de este género fue patente en jazzistas como Red Garland (que llevaba a Ray Barretto en su grupo), Clark Terry o, sobre todo, Herbie Mann.
La ruptura de relaciones diplomáticas entre Estados Unidos y Cuba, cortó el flujo de músicos cubanos y desvió el foco de atención hacia Puerto Rico. La principal influencia de los portorriqueños, fue la implantación de la salsa, definida por algunos autores como "cubano más jazz, con elementos de blues y rock", impulsada por el sello Fania Records. La salsa, empero, no era tanto un género en sentido estricto como, en palabras de César Rondón, "una forma abierta, capaz de representar la totalidad de tendencias que se reúnen en la circunstancia del Caribe urbano de hoy". El peso del jazz latino recayó entonces en los nuevos líderes musicales latinos, nacidos ya en Estados Unidos, como Ray Barretto, Johnny Pacheco, Eddie Palmieri y el trombonista Willie Colón, impulsor principal del bugalú, el primer estilo latino propiamente estadounidense. También comenzaron a incorporarse al jazz latino otros ritmos caribeños, como el merengue o el calypso.

## Jazz por país

### La bossa nova
Con frecuencia incluido entre los supuestos de música latina, la bossa nova es el resultado de la interacción entre los conceptos jazzísticos, que se extienden por Brasil en la década de 1950, con la música afro-brasileña tradicional, y especialmente con la samba, el candomblé y otras de carácter regional. Esta mezcla se concretará en una serie de locales de Copacabana que, desde finales de la Segunda Guerra Mundial, venían ofreciendo sesiones de una música bailable muy influenciada por el West Coast jazz. El género ha dado un gran número de músicos de proyección mundial: Antonio Carlos Jobim, Joao Gilberto, Astrud Gilberto, Vinicius de Moraes, Dorival Caymmi, Baden Powell, etc.
En una interesante re-fusión, la bossa nova desembarcó en Estados Unidos influyendo a su vez al propio cool jazz, dando lugar a un género nuevamente mixtificado que se denominó inicialmente samba jazz, como consecuencia del gran éxito del álbum homónimo de Stan Getz, en 1962, aunque luego se conoció más adecuadamente como bossa jazz. Un buen número de músicos trabajaron de forma preeminente en este estilo (Charlie Byrd, Laurindo Almeida, Roy Harte, Sergio Mendes o Flora Purim), aunque la mayor parte de los músicos de jazz recogieron ejemplos del género en sus repertorios: Quincy Jones, Kenny Dorham, Ella Fitzgerald, Sarah Vaughan, Chick Corea, etc. La bossa nova, además, influyó de forma definitiva a la música pop brasileña.

### Jazz brasileño
Menos masivamente conocida, pero extraordinaria en cuanto a su calidad musical es la vertiente del jazz brasileño de vanguardia desarrollado desde los años sesenta por Hermeto Pascoal, Sivuca, Heraldo do Monte, Egberto Gismonti, Nana Vasconcelos, Arrigo Barnabé y Airto Moreira entre otros. Este estilo combina los recursos del post bop, sumado a la música contemporánea europea,  con la riquísima y compleja variedad de ritmos afrobrasileños de la zona noreste de Brasil, tales como el chorinho, forró, samba, Ciranda, Maracatú, baiao, frevo, entre otras. Esto, sumado a la creatividad y el afán de experimentación de quienes desarrollaron este estilo, dio lugar a formas muy originales de jazz latino.

### Colombia
Al igual que sucede en otros países latinoamericanos, la música en Colombia, durante el siglo XX, ha tenido influencia del jazz y del jazz latino. En este sentido, ha habido una importante fusión del jazz con géneros autóctonos tales como el pasillo, el bambuco, la cumbia, el porro, etc. El jazz hace su incursión en el país desde la década de 1920, a través del contacto de músicos colombianos con músicos de otros lugares del mundo. Es así que, desde la década de 1920 van surgiendo orquestas de jazz en ciudades caribeñas como Barranquilla, Cartagena y Ciénaga, popularizando un género que, al poco tiempo, va a llegar a ciudades del interior, como Bogotá, Cali y Medellín.
Cabe destacar que en Colombia, en la actualidad, se realizan distintos festivales de jazz. Entre ellos está el festival de "Jazz al Parque", evento de carácter gratuito que se realiza en Bogotá desde 1996. También se tienen festivales que reúnen músicos y exponentes del jazz colombiano e internacional, tales como el "Festival de Jazz del Teatro Libre de Bogotá" (el más antiguo del país), el "Festival de Barranquijazz" en Barranquilla, el Festival de Voces del jazz en Cartagena, el "Festival Ajazzgo" en Cali, o el "Festival Medellín de Jazz y músicas del mundo", entre otros.

### Venezuela
La Onda Nueva venezolana surge como resultado de replantear ritmos autóctonos (particularmente, el joropo) y sustituir instrumentos nacionales vernáculos (cuatro, vihuela o guitarrilla de cuatro cuerdas, arpa y maracas) por el clásico combo de jazz: piano, bajo y batería. Esta variante de jazz latino apareció formalmente a finales de los años 1960, impulsado por Aldemaro Romero, con el apoyo en percusión de Frank El Pavo Hernández, quien le imprimió su característico toque sincopado.

### Argentina
El tango contemporáneo argentino, creado por Astor Piazzolla (quien lo definió como "música contemporánea de Buenos Aires") ha realizado también un paulatino acercamiento al jazz, asumiendo el tradicional bandoneón giros vertiginosos, enmarcados en arreglos que semejan una especie de continuo jam session. El tango ha generado un gran número de experiencias de fusión de primer nivel: Gerry Mulligan, Astor Piazzolla (especialmente "Adiós Nonino" y "Libertango"), Gato Barbieri, Osvaldo Tarantino y más recientemente Escalandrum.
El jazz argentino presenta hoy, amén de mezclas con el tango y la música folclórica, toda una gama de influencias que van desde el rock argentino hasta la fusión con sonidos electrónicos.

### Chile
En Chile se puede encontrar una escena de fusión latinoamericana, que desarrollan mestizajes entre el jazz y la cueca, la tonada, el huayno, la música andina, y la música mapuche. Entre los grupos más conocidos están, Los Jaivas, Congreso, Fulano, La Marraqueta, Entrama, Ernesto Holman o Francesca Ancarola. Más relacionados con la fusión contemporánea, encontramos a Ensamble Quintessence, Ángel Parra Trío, Los Titulares, Akinetón Retard, Contracuarteto, Cristián Gálvez, Mediabanda, y la Familia Lecaros, entre otros.

### Perú
La escena del jazz en Perú, aunque quizás menos conocida masivamente, posee una rica tradición y calidad musical. Desde mediados del siglo XX, músicos peruanos (sobre todo los limeños y costeros) han explorado la fusión del jazz con ritmos autóctonos como el landó, el festejo y el vals peruano, creando un estilo único. Destacan intérpretes como Nilo Espinosa, reconocido por su labor como difusor del jazz y fundador de bandas influyentes, y Jean Pierre Magnet, saxofonista que ha fusionado el jazz con la música afroperuana. Festivales como el "Festival Internacional de Jazz de Lima" y "Jazz en el Parque", así como clubes como "Jazz Zone" y "Cocodrilo Verde", son espacios clave para disfrutar de esta expresión musical en el país.
La variante del jazz mas reconocida en el Perú es el jazz afroperuano, que es una variante del género la cual fusiona los ritmos y melodías del jazz con la rica herencia musical afroperuana. Los instrumentos de percusión juegan un papel fundamental en este género, destacando el cajón peruano, la quijada de burro y las congas. Estos instrumentos aportan ritmos complejos y sincopados, creando una base rítmica única.

## Intérpretes de jazz latino
Además de los artistas y bandas ya citados en el artículo, también se incluyen dentro del jazz latino los siguientes:
| - Eumir Deodato - Oscar Alemán, - Gato Barbieri, - Michel Camilo, - Cándido, - Chano Domínguez, - Eliane Elías, - Pete y Coke Escovedo, - Rubén González, - Ray Barretto, - Hugo Fattoruso, - Joe Gallardo, - Jerry González, - Horacio Hernández, - Giovanni Hidalgo, - Irakere, - Ray Mantilla, - Sabú Martínez, |  | - Chico O'Farrill, - Charlie Palmieri, - Eddie Palmieri, - Jorge Pardo, - Astor Piazzolla, - Chano Pozo, - Tito Puente, - Tito Rodríguez, - Paquito D'Rivera, - Aldemaro Romero, - Gonzalo Rubalcaba, - Luis Salinas, - Poncho Sánchez, - Arturo Sandoval, - Mongo Santamaría, - Cal Tjader, - Steve Turre, - Bebo Valdés, - Chucho Valdés, - Patato Valdés, |

Mucho más cercanos a la tradición musical cubana, incluso a la salsa, destacan otros artistas, como
| - Francisco Aguabella, - Jesús Alemany, - Fania All-Stars, - Rubén Blades, - Willie Bobo, - Buena Vista Social Club, - Cachao, - Willie Colón, |  | - Bobby Cruz, - Celia Cruz, - Joe Cuba, - Tata Güines, - Manny Oquendo, - Carlos Patato Valdés, - Dave Valentin - Frank Quintero. |

También se pueden encontrar elementos de jazz latino en orquestas que históricamente tuvieron una gran proyección comercial, como la de Xavier Cugat y Pérez Prado.
Una buena referencia sobre este género es la película/documental llamada "Calle 54", dirigida por Fernando Trueba, en la que se puede ver y escuchar a algunos de los músicos anteriormente mencionados y apreciar este género.